# Supreme Court of Alabama

Wappen des Supreme Court of Alabama

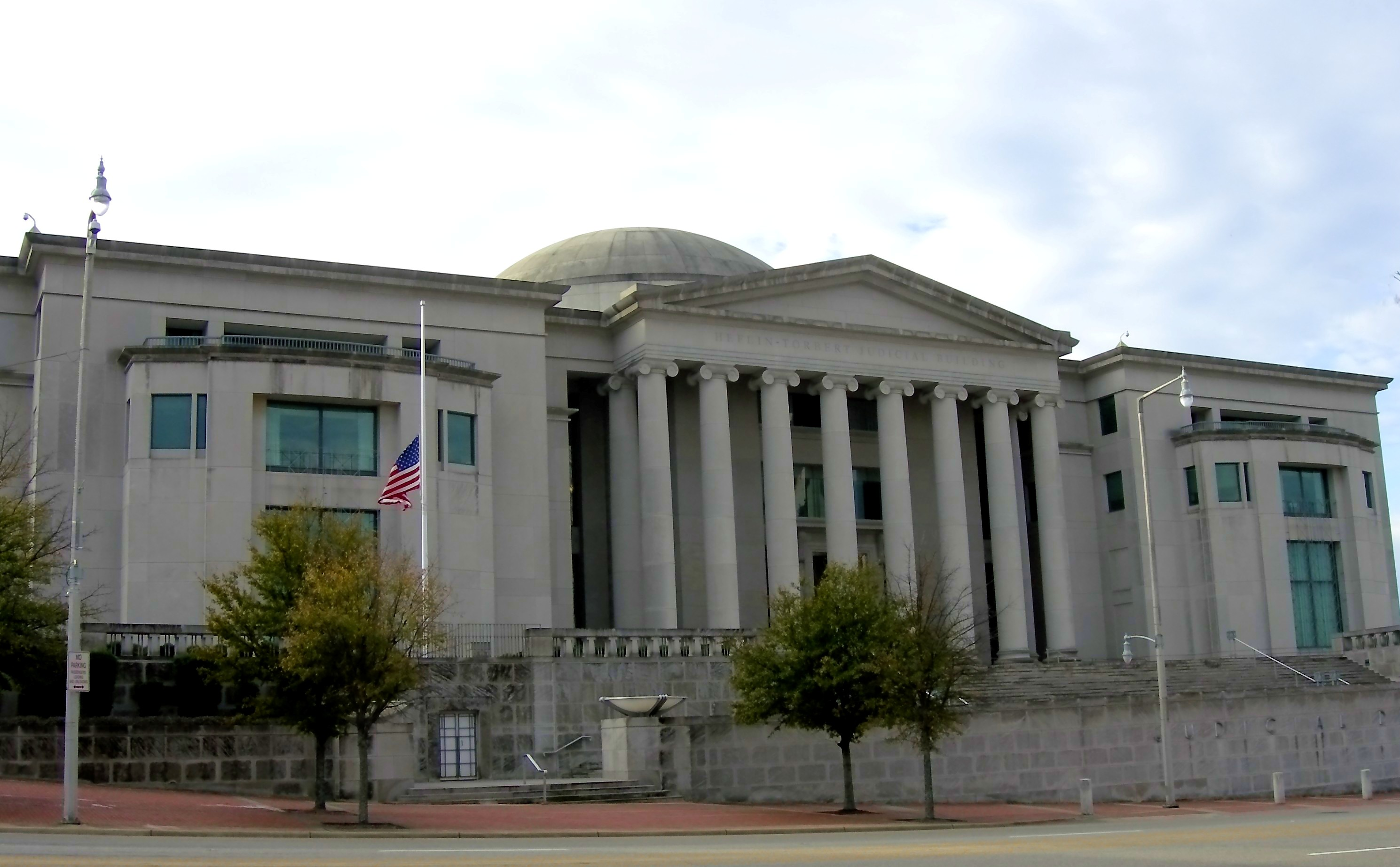
Gerichtsgebäude

Der Supreme Court of Alabama ist der Oberste Gerichtshof des US-Bundesstaates Alabama. 

## Zusammensetzung
Der Oberste Gerichtshof von Alabama wurde durch Artikel VI, Abschnitt 139 der Verfassung von Alabama geschaffen. Zusätzlich zur Prüfung von Berufungen gegenüber Vorinstanzen ist der Oberste Gerichtshof von Alabama befugt, Streitigkeiten zu prüfen, die einen Streitwert von mehr als 50.000 US-Dollar betreffen, sofern kein anderes Gericht in Alabama für den Streit zuständig ist. Artikel IV, Abschnitt 140 der Verfassung von Alabama beschreibt die Organisation des Gerichtshofs und den Umfang seiner Zuständigkeit.
Die neun Richter des Gerichtshofs, einschließlich des Obersten Richters, werden für sechs Jahre gewählt. Um teilnahmeberechtigt zu sein, darf ein Kandidat nicht älter als 70 Jahre sein, eine Lizenz zum Praktizieren als Anwalt in Alabama besitzen und mindestens ein Jahr in Alabama wohnen. Wenn ein Richter vor Ablauf seiner Amtszeit in den Ruhestand tritt, zurücktritt, stirbt oder sein Amt niederlegt, ernennt der Gouverneur von Alabama einen Ersatz. Um ihren Sitz zu behalten, muss dieser Richter bei den nächsten Parlamentswahlen antreten, die mindestens ein Jahr nach seiner Ernennung stattfinden. Die Amtsenthebung eines Richters erfordert entweder ein Amtsenthebungsverfahren oder eine Untersuchung durch die Judicial Inquiry Commission, die zu einer Beschwerde beim Alabama Court of Judiciary führt.
Der Oberste Gerichtshof von Alabama hat zahlreiche Vorschriften erlassen, die Verfahren und Praktiken vor Gerichten im gesamten Bundesstaat regeln. Hierzu zählen unter anderem Beweisregeln, Zivilverfahren, Berufungsverfahren, Justizverwaltung und Disziplinarverfahren. Der Gerichtshof hat auch sieben Kanone der Rechtsethik erlassen, um die Handlungen der Richter im Staat zu regeln.

### Aktuelle Richter
| Titel             | Name                  | Tätig seit      | Ernennung            |
| ----------------- | --------------------- | --------------- | -------------------- |
| Chief Justice     | Sarah Hicks Stewart   | 11. Januar 2019 | Wahl                 |
| Associate Justice | Greg Shaw             | 20. Januar 2009 | Wahl                 |
| Associate Justice | Alisa Kelli Wise      | 17. Januar 2011 | Wahl                 |
| Associate Justice | Tommy Bryan           | 11. Januar 2013 | Wahl                 |
| Associate Justice | Will Sellers          | 25. Mai 2017    | Ernannt von Kay Ivey |
| Associate Justice | Brady E. Mendheim Jr. | 15. Januar 2019 | Ernannt von Kay Ivey |
| Associate Justice | Jay Mitchell          | 11. Januar 2019 | Wahl                 |
| Associate Justice | Greg Cook             | 17. Januar 2023 | Wahl                 |
| Associate Justice | Chris McCool          | 24. Januar 2025 | Wahl                 |